# 程敬之
程敬之（1926年—），男，江苏丰县人，中国生物医学电子学专家，曾任西安交通大学教授、博士生导师。